# 사우샘프턴 워터

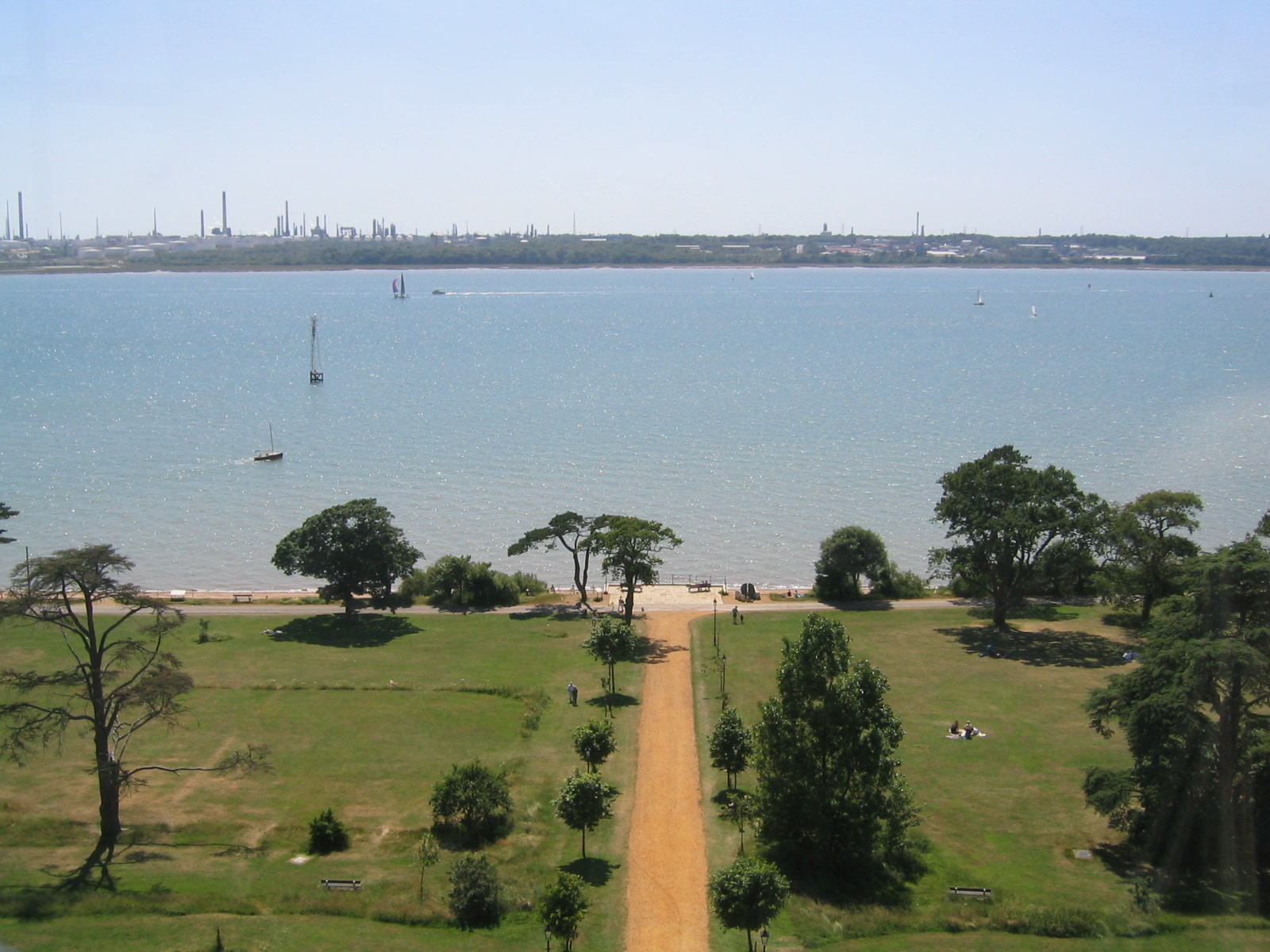
네틀리 병원에서 바라본 사우샘프턴 워터의 모습

사우샘프턴 워터(영어: Southampton Water)는 영국에 있는 솔렌트(Solent)와 아일오브와이트(Isle of Wight)의 하구에 있는 삼각강이다.
1908년 하계 올림픽에서 모터보트와 요트가 개최되었다.